# Savatage
A Savatage egy amerikai metalegyüttes, melyet a két Oliva-testvér alapított a floridai Tarpon Springs-ben, 1978-ban. Az első lemezüket (Sirens) 1983-ban adták ki, az utolsót pedig (Poets and Madmen) 2001-ben. A csapat az amerikai típusú power metal egyik stílusalapítója, klasszikus képviselője, melynek lemezei nagy hatást gyakoroltak a műfaj későbbi képviselőire. A 80-as években készült lemezeiken, heavy metal hatásokat is felvonultató amerikai power metal hallható, melyet a 90-es években egy epikusabb, progresszívabb megközelítéssel tettek még színesebbé. Ugyan a zenekart kultikus tisztelet övezi a színtéren, szélesebb sikereket sosem sikerült elérniük.

## Korai évek (1978-1987)
Az együttest Jon Oliva és Criss Oliva hozta létre, 1978-ban. Ők korábban olyan kezdetleges formációkban zenéltek, mint a Tower vagy az Alien. Utóbbi formációban egy rövid ideig felbukkant Steve Wacholz is, aki később a Savatage dobosa lett. Jon ekkor aggatta rá a "Doctor Hardware Killdrums" becenevet, utalva ezzel Steve kemény dobjátékára. Criss és Jon a 70-es évek végén vette fel az Avatar nevet új zenekarukhoz. A dobos Steve Wacholz lett, míg a basszusgitárosi posztot Keith Collins töltötte be. Ezt követően Florida környéki klubokban léptek fel. Ekkoriban már saját dalokat is játszottak, a feldolgozások mellett. A program állandó darabja volt a Holocaust című dal, mely a debütáló lemezre is felkerült. Emellett olyan feldolgozások kaptak helyet, mint a Van Halen által is feldolgozott You Really Got Me, vagy Ozzy Osbourne sikerdala a Crazy Train. Criss Oliva gitárszóló gyanánt pedig Eddie Van Halen Eruption című klasszikusát adta elő.
Ebből az időszakból később nyilvánosságra került egy koncertfelvétel, mely Live in Clearwater, FL 1981 címmel lett ellátva. 1982-ben két dallal szerepeltek egy floridai zenekarokat bemutató válogatáslemezen, melyet egy helyi rádióállomás finanszírozott. Ezt követte az első demóanyag, mely a City Beneath the Surface címet kapta. Az anyagon hallható hard rock/heavy metal dalok erős Black Sabbath, Judas Priest, Iron Maiden és Deep Purple hatásokról tesznek tanúbizonyságot. Az anyag megjelenését követően azonban meg kellett változtatniuk a nevüket, ugyanis létezett már egy Avatar nevű formáció.
A Savatage kifejezést Criss Oliva barátnője, későbbi felesége Dawn Hopkins ajánlotta, a "savage" és az "avatar" kifejezések egyesítéséből. Már Savatage néven kiadtak még egy demót, melyen szerepeltek számok a debütlemezről is. Ezt követően a floridai Tampa városában található Morrisound stúdióba vonultak, hogy rögzítsék a debütáló nagylemezt. A felvételek már 1982-ben befejeződtek, az összköltségvetés mindössze 2.500 dollár volt. Az album végül Sirens címmel 1983-ban jelent meg a Par Records égisze alatt. Az anyag jó fogadtatásban részesült, mely az amerikai tipusú power metal (vagy US Power metal) előfutárának is tekinthető. Évekkel később a német Rock Hard magazin a metal történelem egyik klasszikusának nevezte az albumot.
A bemutatkozó lemezt viszonylag gyorsan követte a The Dungeons Are Calling. Az EP hosszuságú anyagon lévő dalokat még a Sirens rögzítésével egy időben vették fel a Florida államban található tampai Morrisound Studios-ban. A megjelenést követően az Atlantic Records szerződtette a zenekart. A következő anyag Power of the Night címmel 1985-ben jelent meg. A lemez produceri teendőit az a Max Norman látta el, aki később a Megadeth Countdown to Extinction albumán is dolgozott.
Ugyan a lemez jó kritikákban részesült, azonban az eladási eredmények nem váltották be a hozzá fűzött reményeket. Az Atlantic Records felajánlotta, hogy videót készít a Hard for Love című dalra, abban az esetben ha azt átnevezik Hot for Love-ra. A zenekar nem fogadta el a feltételt, így a videó nem készült el. A megjelenést követően a zenekar elindult első turnéjára.
1986-ban Stephan Galfas produceri közreműködésével megjelent a következő nagylemez, mely a Fight for the Rock címet kapta. Ekkor már Johnny Lee Middleton kezelte a basszusgitárt, aki Keith Collinst váltotta fel. Az albumon refréncenrtrikus, slágeresre formált hard rock dalok sorakoztak, melyek óriási csalódást okoztak a rajongóknak. Jon Oliva ekkortájt kezdett más előadók (például John Waite) számára pop-rock dalokat írni, így a Fight for the Rock lemezre is felhasználtak ezen dalokból néhányat.

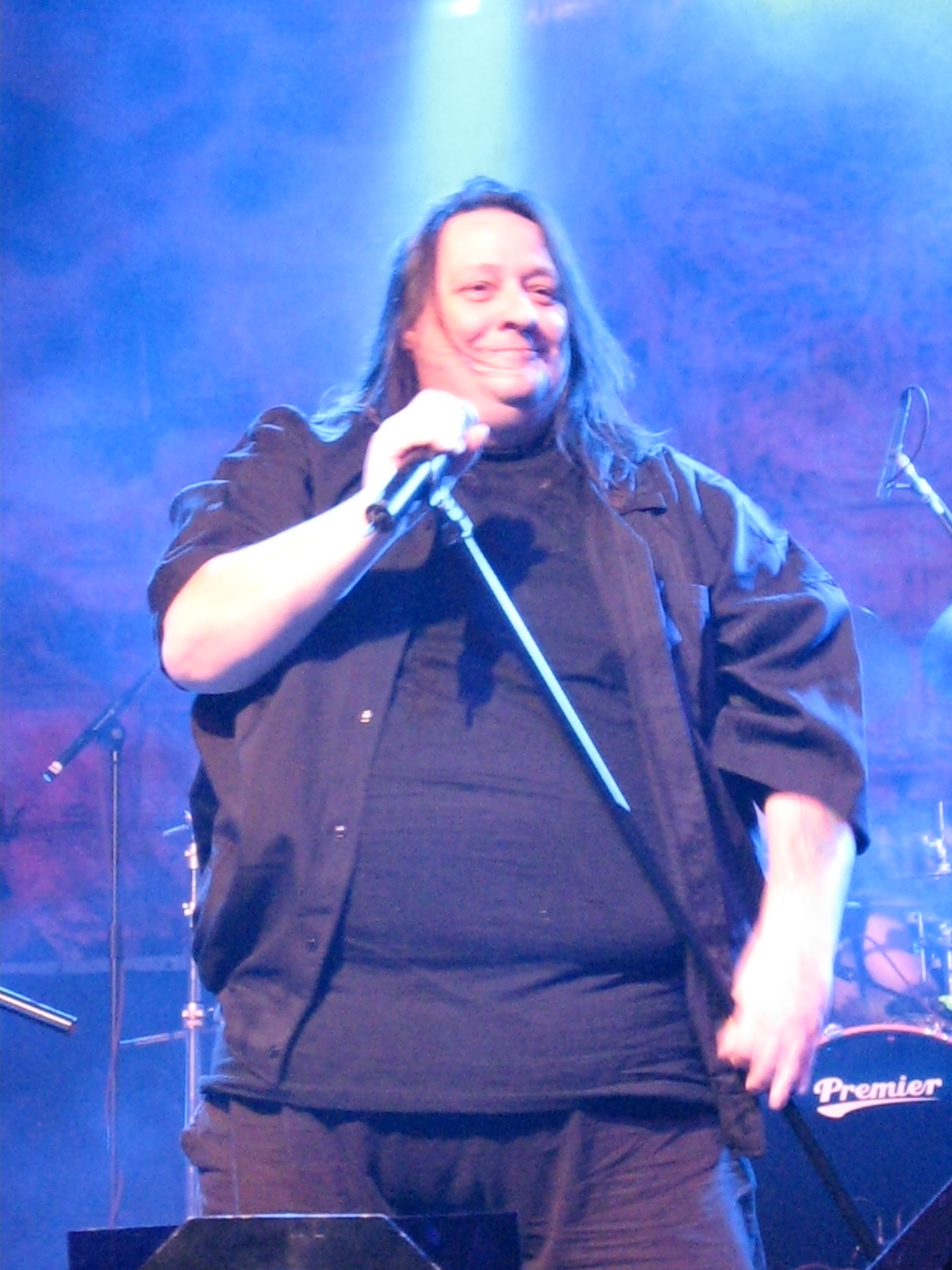
Jon Oliva egy 2007-es Jon Oliva's Pain koncerten.

Ez a váratlan irányváltás kétségessé tette a zenekar hitelességét, valamint lerombolta az együttes korábbi arculatát. Az albumot nemcsak a rajongók, hanem a kritikusok is negatív szavakkal illették, ezért Jon Oliva alkohollal és drogokkal próbálta meg feldolgozni a kudarcot.
Maga a zenekar is mélypontnak tekinti a lemezt, Jon Oliva egy 1994 októberében adott interjúban kifejtette, hogy tulajdonképpen sosem kedvelte ezt az albumot.
A lemezre egy Badfinger feldolgozás is felkerült, melyről Jon később szintén negatív szavakkal nyilatkozott. Az eladási eredmények ismét halványra sikeredtek, annak ellenére, hogy a lemezmegjelenést követő turnén olyan zenekarok előtt léphettek fel, mint a Metallica, vagy a KISS. Európába is sikerült eljutniuk ahol a Motörhead előtt léphettek fel. Ekkor ismerkedett meg velük Paul O’Neill producer, aki nagyban meghatározta a zenekar későbbi irányvonalát.

### "Aranyévek" (1987-1993)
1987-ben Paul O'Neill producerkedésével elkészült az együttes új nagylemeze, mely a Hall of the Mountain King címet kapta. A lemez mind a kritikusok, mind a rajongók szerint az egyik legerősebb Savatage album, mely átmenetet képez a zenekar 80-as évekbeli hangzása és a 90-es években készült lemezei között. A korong a mai napig az egyik legismertebb Savatage album. Az anyag legismertebb felvétele a címadó Hall of the Mountain King, mely az évek során a zenekar himnuszává, valamint a műfaj klasszikusává vált. Erre a dalra készítették el első videóklipjüket, de a 24 Hours Ago című szerzeményt is megfilmesítették. Az albumon Ray Gillen is szerepelt háttérvokalistaként, aki a Black Sabbath és a Badlands frontembereként vált ismertté. A lemez sikert aratott a rajongók és a kritikusok körében, mellyel sikerült a Fight for the Rock album révén elidegenített rajongóikat meggyőzniük. 1988-ban amerikai turnéra indultak, olyan együttesek társaságában, mint a Megadeth vagy Dio.
1989-ben jelent meg a Gutter Ballet, mely fordulópontot jelent a zenekar pályafutásában. A korábban megismert hangzásukat szimfonikus elemekkel dúsították, a dalok pedig összetettebbek és hosszabbak lettek, ezáltal a zenekar egyre inkább a progresszív metal irányába indult el. A zenei módosítást Jon Oliva kedvezményezte elsőként, miután egy torontoi színházban megnézte Andrew Lloyd Webber hírhedt Az Operaház Fantomja musicaljét. Az előadás után döntött úgy, hogy zenekarát egy progresszívabb, teátrálisabb hangzás felé irányítja. A lemez két dalára (Gutter Ballet és When the Crowds Are Gone) forgattak videóklipet. A megjelenést újabb turné követte, ezennel a Testament és a King Diamond társaságában. A turné közben azonban Chris Caffery elhagyta az együttest.
1991-ben megjelent a Streets: A Rock Opera, melynek producere két elődjéhez hasonlóan Paul O'Neill volt. Paul nemcsak producerként működött közre, de a dalszerzésben is aktívan részt vett. Az album egy konceptlemez, azaz a dalok egy összefüggő történetet mesélnek el. Az anyag felvétele csaknem egy évig tartott, ugyanis a dalokat már 1990 októberében elkezdték rögzíteni. A lemezen hallható dalok által elbeszélt történet főszereplője, egy a karrierje mélypontján levő "DT Jesus" nevű rocksztár. A történet egyes pontjai azonban Jon Oliva életét tükrözik, aki ekkoriban komoly drog és alkohol problémákkal küszködött. A történet alapját Paul O’Neill 1979-ben írt könyve szolgáltatta, amely azonban nem önéletrajzi mű.
A lemez újabb elismeréseket hozott a zenekarnak, mely zeneileg komplexebb lett minden korábbi albumuknál. A korongon nagy figyelmet fordítottak a szokatlan érzékenységgel kidolgozott szövegvilágra, valamint a hangulati történéseket hűen vissza adó zenére. Videóklip a Jesus Saves dalra készült. Az album ugyan jó kritikákat kapott, de az együttes nem volt elégedett az eladási eredményekkel. 1992-ben Jon Oliva kilépett, hogy egyéb projektjeivel foglalkozzon (Doctor Butcher, illetve egy Romanov névre keresztelt musical), habár a későbbiekben aktívan kivette a részét a dalszerzésből.
Jon utódja az egykori Wicked Witch énekes Zachary Stevens lett. Zacharyt Criss Oliva gitártechnikusa Dan Cambell fedezte fel és mutatta be az együttesnek. 1993-ban új lemez jelent meg Edge of Thorns címmel. Az album tovább folytatta a progresszív metal és az amerikai power metal keverékeként leírható irányvonalat, melyet ismét pozitívan fogadtak a rajongók. Elődjéhez képest a zene keményebb lett, valamint háttérbe szorultak a szimfonikus hatások is.
Videóklip az Edge of Thorns és a Sleep dalra készült. A megjelenést követően Steve Wacholz elhagyta az együttest, helyére az egykori Roxx Gang dobos Andy James került. Ekkortájt nagyobb figyelem irányult a zenekarra, a nemzetközi sajtótól megkapták a "the best Savatage has ever sounded live" jelzőt. A turné során azonban tragédiából is kijutott az együttesnek. 1993. október 17-énCriss Oliva egy közúti balesetben életét vesztette. Utolsó dal, amit rögzített a Shotgun Innocence volt. A tragédia nagyon megviselte a zenekart, de Jon Oliva úgy döntött, hogy Criss emlékének szentelve folytatják tovább a közös zenélést.

### Criss Oliva halála után (1994-2000)

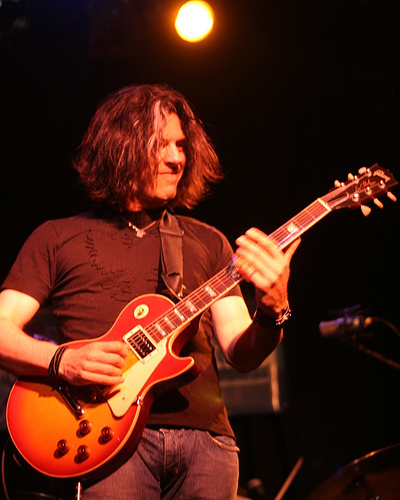
Alex Skolnick a 90-es évek közepén volt a zenekar tagja. A fotó 2007-ben készült.

1994-ben Alex Skolnick került Criss helyére, aki korábban a Testament tagja volt. 1994-ben jelent meg a következő nagylemezük, a Handful of Rain. A zenekari felállásban jelentős változások történtek az album elkészítése folyamán. A dobos Steve Wacholz ekkoriban már nem volt zenekari tag, ennek ellenére, a borítón még szerepelt a neve. Johnny Lee Middleton Criss halálát követően képtelen volt a stúdiómunkára koncentrálni, ezért a basszustémákat Jon Oliva játszotta fel. Ennek ellenére Middleton nevét is feltüntették a borítón, aki a lemezbemutató turnén már ismét aktív tagja volt a zenekarnak. Ekkor csatlakozott az együtteshez Jeff Plate dobos, de ő csak a Dead Winter Dead album idején lett hivatalos tag. A korongon hallható dalokat Jon Oliva írta, így a lemez az ő szólóalbumaként is megjelenhetett volna. A gyakran sötét hangulatú dalok Jon gyászát fejezik ki, a tragikusan elhunyt Criss Oliva iránt. Az albumot záró Alone You Breathe Criss emlékére íródott. Videóklip a címadó dalra készült. A korongon hallható Chance című dal volt az első alkalom, hogy a zenekar többszólamú vokálokkal dolgozott. Ez a megoldás a későbbi lemezeiken visszatérő momentummá vált. A megjelenést követő turné Japán állomását rögzítették, ami Japan Live '94 címmel 1995-ben került a lemezboltok polcaira, CD és VHS kazetta formátumban. A turné után, Alex Skolnick elhagyta a zenekart, helyére az a Chris Caffery került, aki a 80-as évek végén már dolgozott a zenekarral. Az Atlantic Records javaslatára Al Pitrelli személyében még egy gitáros került a zenekarba, aki korábban többek között Alice Cooper oldalán bukkant fel.
1995-ben új lemez jelent meg. A Dead Winter Dead egy konceptlemez lett, melynek főszereplője egy szerb fiú, és egy muszlim lány. A történet a boszniai háború idején játszódik, mely a valóságban a lemez megjelenésekor ért véget.
A lemez a Streets: A Rock Opera korongnál is ambiciózusabb vállalkozásnak bizonyult, melyről a Christmas Eve (Sarajevo 12/24) dal nem várt módon még a listákra is felkerült, aminek hatására Paul O'Neill létrehozta Jon Oliva, Al Pitrelli és Robert Kinkel társaságában a Trans-Siberian Orchestra zenekart, mely jóval nagyobb sikereket tudhat magáénak, mint a Savatage. Az albumra a történetet alátámasztandó rengeteg elégikus szerzemény került fel, a hagyományosabb metaldalok mellett. Utóbbi dalokban ismét hallatta hangját Jon Oliva, míg az epikusabb, líraibb dalokat Zachary Stevens énekelte fel. Az album egyértelmű sikert aratott, mely ma már a Savatage diszkográfia egyik legkiemelkedőbb alkotása.
Videóklip az One Child című dalra készült.
A megjelenést újabb turnék követték, többek között Európában és Japánban. A következő nagylemez megjelenéséig a kiadó gyűjteményes anyagokat, koncertfelvételeket dobott piacra.
A következő nagylemez The Wake of Magellan címmel látott napvilágot 1998-ban. Elődjéhez hasonlóan ismét egy konceptalbum született, melynek központi témáját az öngyilkosság, az élet értékének megkérdőjelezése, valamint a kábítószerekkel való visszaélés szolgáltatta. Az albumon hallható történetet a Maersk Dubai incidens hatására írták meg, mely az album megjelenése előtt egy évvel történt meg. A történet egyben emléket állít Veronica Guerin ír származású újságírónak, aki a kábítószer-kereskedelem áldozata lett 1996-ban.
Zeneileg ismét egy erős anyag született, melyet mind a rajongók, mind a kritikusok tárt karokkal fogadtak. A Dead Winter Dead albumhoz képest egy lendületesebb anyag jelent meg, melyen háttérbe szorultak a lírai dalok.

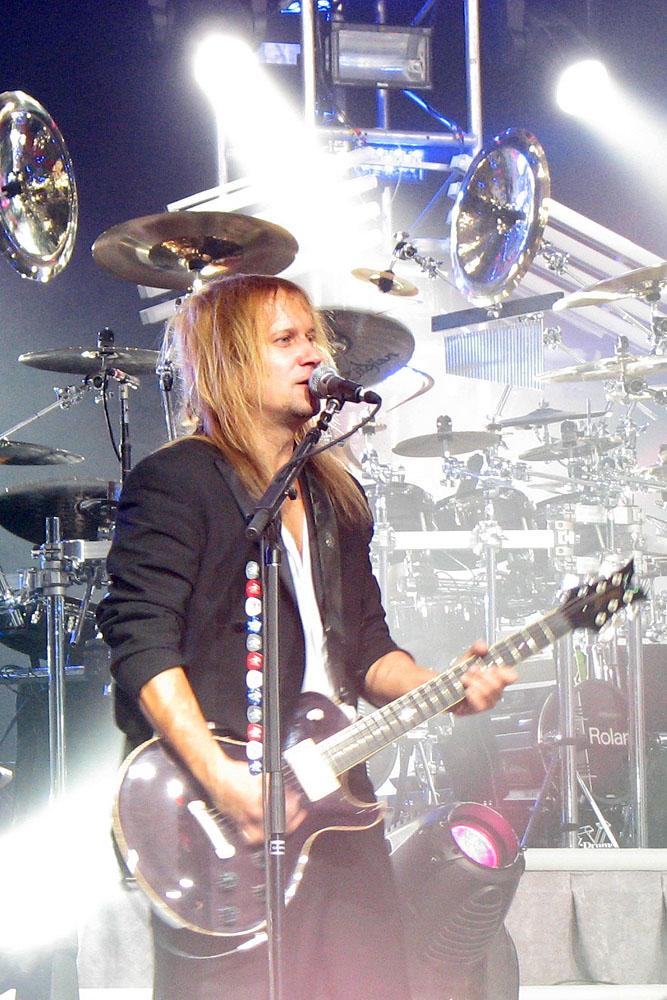
Chris Caffery gitáros.

A megjelenést követően megváltak az Atlantic Records kiadótól, és a Nuclear Blasthoz szerződtek. A megjelenést követően USA turnéra indultak, melyet dél-amerikai és európai állomások követtek. A turné végeztével Zachary Stevens elhagyta a zenekart.
Ez idő tájt a Trans-Siberian Orchestra olyan jelentős sikereket ért el a tengerentúlon, hogy az megtörte a Savatage lendületét is. Az együttes rajongói vegyes érzelmekkel fogadták a formáció sikereit, egyesek túl "hatásvadásznak"nak titulálva a zenekart.

### Az utolsó album, projektek (2001-napjainkig)
2001-ben jelent meg az együttes máig utolsó albuma a Poets and Madmen. A lemezt teljes egészében Jon Oliva énekelte fel. Al Pitrelli a felvételek megkezdésekor lépett ki, hogy a Megadeth soraiban folytassa karrierjét. Néhány dalt még rögzített az albumhoz, de a dalok többségét Chris Caffery egyedül játszotta fel. Ismét egy koncepcióalbum született, mely Kevin Carter fotóriporter, újságíró személyét állítja a középpontba. Az albumon minimálisra csökkentették az előző albumokon hallható epikus/szimfonikus megoldásokat. Az anyag a korai évek lemezeit idéző power metal dalokat tartalmazott, a 2001-es évnek megfelelő hangzással. A lemez nagyrészt pozitív kritikákban részesült, azonban voltak, elmarasztaló megjegyzések is, például a német Rockhard magazin részéről.
A megjelenést követő turnén Damond Jiniya (Diet of Worms) énekelt. Őt Zachary Stevenshez hasonlóan Dan Campbell ajánlotta be a zenekarnak. Egy rövid körút erejéig a Fates Warning és a Nevermore társaságában játszottak. Chris Caffery mellett Jack Frost volt a másik gitáros, de őt a turné végén elbocsátották. A nyári fesztiválokra az Annihilator vezéregyénisége Jeff Waters segítette ki őket. A Poets and Madmen turné Magyarországot is érintette, ahol a Sziget Fesztiválon léptek fel.
A turné lecsengésével a zenekar gyakorlatilag megszűnt létezni. A tagok különböző projektekbe kezdtek, melyet Chris Caffery nem nézett jó szemmel.
Jon Oliva a Trans-Siberian Orchestra dolgai mellett elindította saját zenekarát is, mely a Jon Oliva's Pain nevet viseli. Az együttes első albuma 2004-ben 'Tage Mahal címmel jelent meg, melyet a 2006-os Maniacal Renderings követett. Az együttes harmadik albumán, a Global Warning címűn Ralph Santolla is vendégeskedett. Az együttes utolsó albuma Festival címmel jelent meg, 2010-ben.
Chris Caffery 2003 óta több szólóalbumot is megjelentetett, míg Zachary Stevens a Circle II Circle zenekar élén tevékenykedik. Az együttes a 2003-as Watching in Silence debütlemez óta már négy nagylemezt adott ki, melyek némelyikén Jon Oliva is szerepel a dalszerzők között. Utolsó lemezük a 2010-ben megjelent Consequence of Power.
A zenekar újjáalakulásáról és egy esetleges búcsúturnéról a 2000-es évek közepe óta folyamatosan keringenek a pletykák. Jon Oliva a holland Aardschok magazin számára adott interjújában kifejtette, hogy szeretne még egy Savatage albumot kiadni, amit egy koncert CD/DVD követne. Chris Caffery egy 2006 októberében adott interjújában elmondta, hogy egy esetleges újjáalakulást Alex Skolnickkal és Steve Wacholz dobossal tudna elképzelni.
Jon Oliva egy későbbi interjúban elárulta, hogy nem lát esélyt egy Savatage újjáalakulásra, ugyanis a Jon Oliva's Pain zenekart a Savatage reinkarnációjának tartja. Zachary Stevens azonban kijelentette, hogy mindenképpen részt venne egy 25 éves jubileumi turnén.
2009-ben ismét pletykák keringtek egy esetleges újjáalakulásról, a zenekar Myspace oldalán pedig megjelent egy Jon Oliva, Zak Stevens, Chris Caffery, Al Pitrelli, Johnny Lee Middleton és Jeff Plate összeállítású zenekar is, mint egy jövőbeni Savatage. Jon Oliva azonban cáfolta a híreket, és kijelentette, hogy egy a jövőben megjelenő gyűjteményes anyaggal lezártnak tekinti az együttes pályafutását. Az anyag Still The Orchestra Plays: Greatest Hits Vol. 1 & 2 címmel jelent meg 2010 márciusában. A kiadvány 2 CD-n hivatott összefoglalni az együttes pályafutását, de tartalmaz egy DVD-t is, melyen a Japan Live '94 videókazetta anyaga található meg.

## Tagok
Klasszikus felállás (1985-1992)
- Jon Oliva – ének, gitár, billentyűs hangszerek
- Criss Oliva – gitár
- Johnny Lee Middleton – basszusgitár
- Steve Wacholz – dob

Utolsó felállás (2002)
- Damond Jiniya – ének (2001–2002)
- Jon Oliva – ének, gitár, billentyűs hangszerek (1978–1992, 1994–2002)
- Chris Caffery – gitár, vokál (1987, 1989, 1995–2002)
- Johnny Lee Middleton – basszusgitár, háttérvokál (1985–2002)
- Jeff Plate – dob (1994–2002)

Korábbi tagok
- Criss Oliva – gitár (1978–1993)
- Steve Wacholz – dob (1980–1993)
- Keith Collins – basszusgitár (1981–1985)
- Alex Skolnick – gitár (1994)
- Al Pitrelli – gitár, háttérvokál (1995–2000)
- Zachary Stevens – ének (1993–2000)
- Jack Frost – gitár (2001–2002)

Vendégzenészek és turnén kisegítő tagok
- Robert Kinkel – billentyűs hangszerek
- Ray Gillen – vendégénekes ( a "Strange Wings" dalban a Hall of the Mountain King albumról.)
- Michael Reynolds – dob (1988)
- John Zahner – billentyűs hangszerek (1991-es turnén)
- Wes Garren – billentyűs hangszerek, ritmusgitár (1993-as turnén)
- Andy James – dob (1993-as turnén)
- Jeff Waters – gitár (2002-es turnén)

## Diszkográfia
- Sirens (1983)
- The Dungeons Are Calling EP (1984)
- Power of the Night (1985)
- Fight for the Rock (1986)
- Hall of the Mountain King (1987)
- Gutter Ballet (1989)
- Streets: A Rock Opera (1991)
- Edge of Thorns (1993)
- Handful of Rain (1994)
- Dead Winter Dead (1995)
- The Wake of Magellan (1998)
- Poets and Madmen (2001)